# King’s-Evil
King’s-Evil (oft auch King’s Evil geschrieben) ist eine japanische Thrash-Metal-Band aus Tokio, die 1989 gegründet wurde.

## Geschichte
Nachdem die Brüder Wataru und Masamichi Yamada ihre Heimatstadt Sapporo verlassen und den Schlagzeuger und den Bassisten, mit denen sie gespielt hatten, dort zurückgelassen hatten und nach Tokio gezogen waren, schalteten sie 1989 eine Anzeige in einem Magazin, um dort nach weiteren Mitgliedern zu suchen. Masamichi Yamada war zur Zeit des Umzugs 16 Jahre alt, die Band wurde gegründet, als er noch die Oberschule besuchte. Die Brüder waren zunächst noch davon ausgegangen, dass neue Mitglieder nachkommen würden, was jedoch nicht passierte.
Von 1990 bis 1998 schrieb die Band ihre eigenen Lieder, probte diese in ihrem eigenen Proberaum, hielt Auftritte ab und war dabei auch auf dem sogenannten „Hokoten“ in Harajuku zu sehen. Das „Hokoten“ war eine Veranstaltung, für die eine viel befahrene Downtown-Straße geschlossen wurde, um dort Platz zu schaffen für Auftritte von Bands und anderen Künstlern. Die Gruppe war dort ab August 1992 drei Jahre lang jeden Sonntag zu sehen. Dabei spielte sie jedoch hauptsächlich Coverversionen von Liedern von Bands wie Metallica, Pantera, Megadeth und Sepultura. Sie bestand im Kern aus den Yamada-Brüdern und wurde durch zwei weitere Mitglieder ergänzt, wobei diese beide Positionen einem häufigen Besetzungswechsel unterlagen.
Im Juni 1995 erweiterte sich die Besetzung zu einem Quintett. Zu fünft absolvierte die Band acht Auftritte, ehe man sich von dem Schlagzeuger sowie dem Sänger trennte. Die Band war daraufhin zunächst inaktiv, spielte im Juni 1999 aber wieder als Vorgruppe für Marduk in Tokio, wobei Wataru Yamada nun auch den Gesang übernommen hatte. Nach einer Anzeige in der japanischen Musikzeitschrift Player kamen im März 1999 der Schlagzeuger Eiji Murakami und im Februar 2001 der Bassist Takachika Nakajima zur Besetzung.
In der Zwischenzeit hatte King’s-Evil im Jahr 2000 ein Demo aufgenommen, jedoch hatte sich die Aktivität der Band eingeschränkt, nachdem die Yamada-Brüder der Gruppe Ritual Carnage beigetreten waren. Im Juli 2001 unterzeichnete die Band einen Plattenvertrag bei Worldchaos Production, wo im November 2001 das Debütalbum Deletion of Humanoise erschien. Das Album wurde im selben Jahr bei Spinefarm Records in Finnland veröffentlicht, ehe es im folgenden Jahr auf Crash Music in den USA publiziert wurde. 2011 wurde, ebenfalls bei Worldchaos Production, das nächste Album unter dem Namen Sacrosanct veröffentlicht.

## Stil
Bradley Torreano von Allmusic schrieb, dass die Band zur Gründung durch die blutige Symbolik und die wilden Riffs des Thrash Metal sowie den damals aufkommenden Death Metal angeregt und infolge davon beeinflusst wurde. Auf Deletion of Humanoise sei die Gruppe mit Kreator vergleichbar.
Andrea von vampster.com meinte in ihrer Rezension zu Deletion of Humanoise, dass hierauf klassischer Thrash Metal im deutschen Stil zu hören ist, sodass ein Vergleich zu Sodom, Kreator und Destruction sinnvoll sei. Auch seien gelegentlich Gemeinsamkeiten zu Metallica hörbar. Der Gesang bestehe meist aus aggressiven Shouts.
classicthrash.com befand ebenfalls, dass auf dem Album Thrash Metal im klassischen Stil enthalten ist. Die Gruppe spiele routiniert, der Gesang sei rau und die Riffs schnell, wobei die Musik jedoch nicht an die Qualität von Ritual Carnage heranreichen könne, da die Songs nicht einprägsam seien. Bei Sacrosanct habe die Band sich nicht weiterentwickelt, das Album könne genauso gut aus demselben Jahr stammen wie Deletion of Humanoise.
thethrashmetalguide.com fand, dass die Musik des Debütalbums der von Ritual Carnage ähnelt, jedoch sei sie etwas schneller und aggressiver. Als Vergleich wurde eine Mischung aus Kreator der späten 1980er Jahre und Necrodeath angegeben. Die Geschwindigkeit sei oft sehr hoch, jedoch gebe es auch langsamere, melodische Passagen. Der Gesang sei mit dem von Mille Petrozza vergleichbar, tendiere jedoch etwas gegen Death Metal. Auf dem zweiten Album gebe es energiereichen, klassischen Thrash Metal, der etwas in den Speed Metal abgleite. Die Geschwindigkeit sei meist hoch und schlage in Richtung Proto-Death-Metal im Stil von Fastkill oder Torture Squad aus. Auch gebe es ein paar langsamere, technisch anspruchsvollere Songs, modernere Unterbrechungen und ein paar Anleihen aus dem Melodic Death Metal. Der Gesang ähnele erneut dem von Petrozza, baue jedoch stärker auf Screaming.

## Diskografie
- 1998: Live Demo (Demo, Selbstverlag)
- 1999: Demo One (Demo, Selbstverlag)
- 2001: Deletion of Humanoise (Album, Worldchaos Production)
- 2011: Sacrosanct (Album, Worldchaos Production)